# Железовский, Игорь Николаевич
И́горь Никола́евич Железо́вский (бел. Ігар Мікалаевіч Жалязоўскі; 1 июня 1963, Орша, Белорусская ССР, СССР — 12 июня 2021, Минск, Беларусь) — советский и белорусский конькобежец, заслуженный мастер спорта СССР (1985). Заслуженный работник физической культуры и спорта Республики Беларусь (1994). Неоднократный рекордсмен мира, бронзовый призёр зимних Олимпийских игр 1988 года, серебряный призёр зимних Олимпийских игр 1994 года, 6-кратный чемпион мира в спринтерском многоборье, а также бронзовый призёр, 3-кратный обладатель Кубка мира на дистанции 1000 м, 6-кратный чемпион СССР в спринтерском многоборье, 17-кратный рекордсмен СССР.

## Биография
Игорь Железовский родился и вырос в Орше, где лёд зимой замерзал только на местных озёрах и прудах. В подростковом возрасте Игорь сам таскал шланг, открывал воду и делал для себя беговую дорожку, так как ледовых арен в Орше тогда не было. Вместе с младшим братом Валерой  ещё школьниками он тренировался у тренера Николая Фёдоровича Гапеенко. Его брат вскоре перешёл в футбол, а потом и вовсе бросил спорт из-за болезни, а вот Игорь остался в спорте.
Первые результаты появились года через два после начала тренировок. В 16 лет он стал вторым на первенстве СССР среди юношей в абсолютном зачёте, а через год зачислили в юниорскую сборную СССР. Но на чемпионат мира почему-то не взяли, а отправили на соревнования "Дружба" в Северную Корею. Там он взял золото на дистанциях 1500 и 5000 метров с рекордами трассы, а также выиграл и многоборье. В том же 1981 году он участвовал на чемпионате страны среди юниоров в спринте.
В 1982 году Игорь выиграл чемпионат СССР по многоборью среди юниоров, а следом занял 2-е место на чемпионате мира среди юниоров. В 1984 году на чемпионате страны в спринте занял 3-е место, а на олимпиаду 1984 года он не попал по стечению обстоятельств. На отборе у него сломался конёк и коньки ему одолжил Виктор Шашерин, но гонка на чужих коньках не пошла. Через год стал чемпионом страны в спринте и не уступал первенство до 1992 года.
На спринтерском чемпионате мира в Херенвене уверенно победил на трёх дистанциях и стал впервые чемпионом мира. В 1986 году Железовский стал чемпионом мира в Каруидзаве. В январе 1987 года стал только 8-м на спринтерском чемпионате мира. В сезоне 1986/87 на Кубке мира по конькобежному спорту по два раза выиграл гонки в забегах на 500 и 1000 метров.
Игорь успешно отобрался на зимние Олимпийские игры в Калгари. Тренеры предрекали ему три золотые награды. Но случился прокол в подготовке. Соревнования конькобежцев проходили на высокогорном катке, а в преддверии Игр учебно-тренировочных сборов в горах у Железовского не было. Организм не успел адаптироваться и в феврале 1988 года он стал бронзовым призёром в беге на 1000 метров, занял 4-е место на 1500 и 6-е на 500 метров.
Но уже в 1989 году он выиграл спринтерский чемпионат мира в Херенвене, а в 1990 году завоевал бронзовую медаль. В 1991 и 1992 году Игорь вновь становился чемпионом мира. В феврале 1992 года на зимних Олимпийских играх в Альбервиле вновь остался без медалей, заняв лучшее 6-е место на дистанции 1000 метров. Также был 8-м на 500 метров и 10-м на 1500. В сезоне 1991/92 стал во второй раз подряд обладателем Кубка мира на дистанции 1000 метров.
В 1993 году в шестой раз выиграл звание чемпиона мира на спринтерском чемпионате мира в Сибукаве и в третий раз Кубок мира в беге на 1000 метров. В 1994 году он занял 6-е место на спринтерском чемпионате мира. Для Железовского выпал еще один шанс блеснуть олимпийским золотом. На этот раз в составе команды суверенной Беларуси.
Но на зимних Олимпийских играх в Лиллехаммере случилось досадное. Игорь тогда делал ставку на коронную дистанцию – 1000 метров, где он должен был "зарубиться" с главным соперником американцем Дэном Дженсеном. Конькобежцу не повезло с жеребьевкой: он открывал соревнования, все остальные ориентировались на его время. Пробежал Железовский хорошо, уверенно, установив новый олимпийский рекорд. Однако радость была недолгой: в четвёртом забеге американец опередил Железовского на... 0,29 секунды. В 1994 году завершил карьеру.

## Результаты в Кубке мира
В общем зачёте Кубка мира занимал следующие места:
| Сезон   | 500 м | 1 000 м | 1 500 м | 5 000 / 10 000 м |
| ------- | ----- | ------- | ------- | ---------------- |
| 1985/86 | 20    | 21      | —       | —                |
| 1986/87 | 14    | 10      | —       | —                |
| 1987/88 | 40    | 12      | 22      | —                |
| 1988/89 | 15    | 10      | 16      | —                |
| 1989/90 | 8     | 6       | —       | —                |
| 1990/91 | 5     | 1       | —       | —                |
| 1991/92 | 6     | 1       | —       | —                |
| 1992/93 | 3     | 1       | —       | —                |
| 1993/94 | 17    | 3       | —       | —                |

### Победы на этапах Кубка мира (30)
|  | Финал Кубка мира |

| №  | Сезон   | Дата   | Место      | Дистанция   |
| -- | ------- | ------ | ---------- | ----------- |
| 1  | 1985/86 | 30 ноя | Берлин     | 1000 м      |
| 2  | 1985/86 | 1 дек  | Берлин     | 1000 м (2)  |
| 3  | 1986/87 | 29 ноя | Берлин     | 500 м       |
| 4  | 1986/87 | 29 ноя | Берлин     | 1000 м (3)  |
| 5  | 1986/87 | 30 ноя | Берлин     | 500 м (2)   |
| 6  | 1986/87 | 30 ноя | Берлин     | 1000 м (4)  |
| 7  | 1987/88 | 5 дек  | Калгари    | 1500 м WR   |
| 8  | 1987/88 | 6 дек  | Калгари    | 1000 м (5)  |
| 9  | 1988/89 | 26 ноя | Берлин     | 1500 м (2)  |
| 10 | 1988/89 | 18 мар | Херенвен   | 1000 м (6)  |
| 11 | 1989/90 | 26 ноя | Берлин     | 1000 м (7)  |
| 12 | 1989/90 | 17 дек | Сеул       | 1000 м (8)  |
| 13 | 1990/91 | 8 дек  | Мацумото   | 1000 м (9)  |
| 14 | 1990/91 | 9 дек  | Мацумото   | 1000 м (10) |
| 15 | 1990/91 | 15 дек | Каруидзава | 1000 м (11) |

| №  | Сезон   | Дата   | Место      | Дистанция   |
| -- | ------- | ------ | ---------- | ----------- |
| 16 | 1990/91 | 16 дек | Каруидзава | 1000 м (12) |
| 17 | 1991/92 | 23 ноя | Берлин     | 1000 м (13) |
| 18 | 1991/92 | 30 ноя | Херенвен   | 1000 м (14) |
| 19 | 1991/92 | 7 мар  | Тюнсет     | 1000 м (15) |
| 20 | 1991/92 | 8 мар  | Тюнсет     | 500 м (3)   |
| 21 | 1991/92 | 8 мар  | Тюнсет     | 1000 м (16) |
| 22 | 1992/93 | 5 дек  | Каруидзава | 500 м (4)   |
| 23 | 1992/93 | 5 дек  | Каруидзава | 1000 м (17) |
| 24 | 1992/93 | 6 дек  | Каруидзава | 1000 м (18) |
| 25 | 1992/93 | 12 дек | Сеул       | 1000 м (19) |
| 26 | 1992/93 | 13 дек | Сеул       | 1000 м (20) |
| 27 | 1992/93 | 17 янв | Инсбрук    | 1000 м (21) |
| 28 | 1992/93 | 6 фев  | Базельга   | 1000 м (22) |
| 29 | 1992/93 | 7 фев  | Базельга   | 1000 м (23) |
| 30 | 1992/93 | 13 мар | Херенвен   | 1000 м (24) |

## Награды
- 1985, 1986, 1989, 1991, 1993 годы - признавался лучшим спортсменом года Беларуси по итогам опроса спортивных журналистов [5].

## Административная работа
После завершения спортивной карьеры в 1994 году Железовский стал помощником тогдашнего председателя Госкомспорта Беларуси. С 1996 по 2005 годы он был президентом Белорусского союза конькобежцев, членом НОК Беларуси и президентом Паралимпийского комитета Беларуси с 1996 по 2001 годы. Под его руководством белорусский конькобежный спорт достиг значительных успехов. В 2000-х заслуженный мастер спорта вместе с братом Валерием основал в России два завода по производству керамической плитки. Офис Железовских располагался в самом высоком небоскрёбе «Москва-сити».

## Личная жизнь
Игорь Николаевич в 1984 году окончил Белорусский институт физической культуры. У Железовского трое детей и двое внуков. Старший сын сам в 2013 году стал отцом. Умер Игорь Николаевич 12 июня 2021 года в возрасте 58 лет из-за осложнений, вызванных COVID-19. Похоронен на Северном кладбище Минска.